# إيفان ياريمتشوك
إيفان ياريمتشوك (مواليد 19 مارس 1962) هو لاعب كرة قدم. لعب مع منتخب الاتحاد السوفيتي لكرة القدم. سبق له أن لعب في كأس العالم لكرة القدم مع منتخب بلاده.

## روابط خارجية
- إيفان ياريمتشوك على موقع اتحاد أوكرانيا (الإنجليزية)
- إيفان ياريمتشوك على موقع قاعدة بيانات كرة القدم.إي يو (الإنجليزية)
- إيفان ياريمتشوك على موقع ناشيونال فوتبول تيمز (الإنجليزية)

قالب:تشكيلة الاتحاد السوفيتي في كأس العالم 1986